# Chobot (roślina)

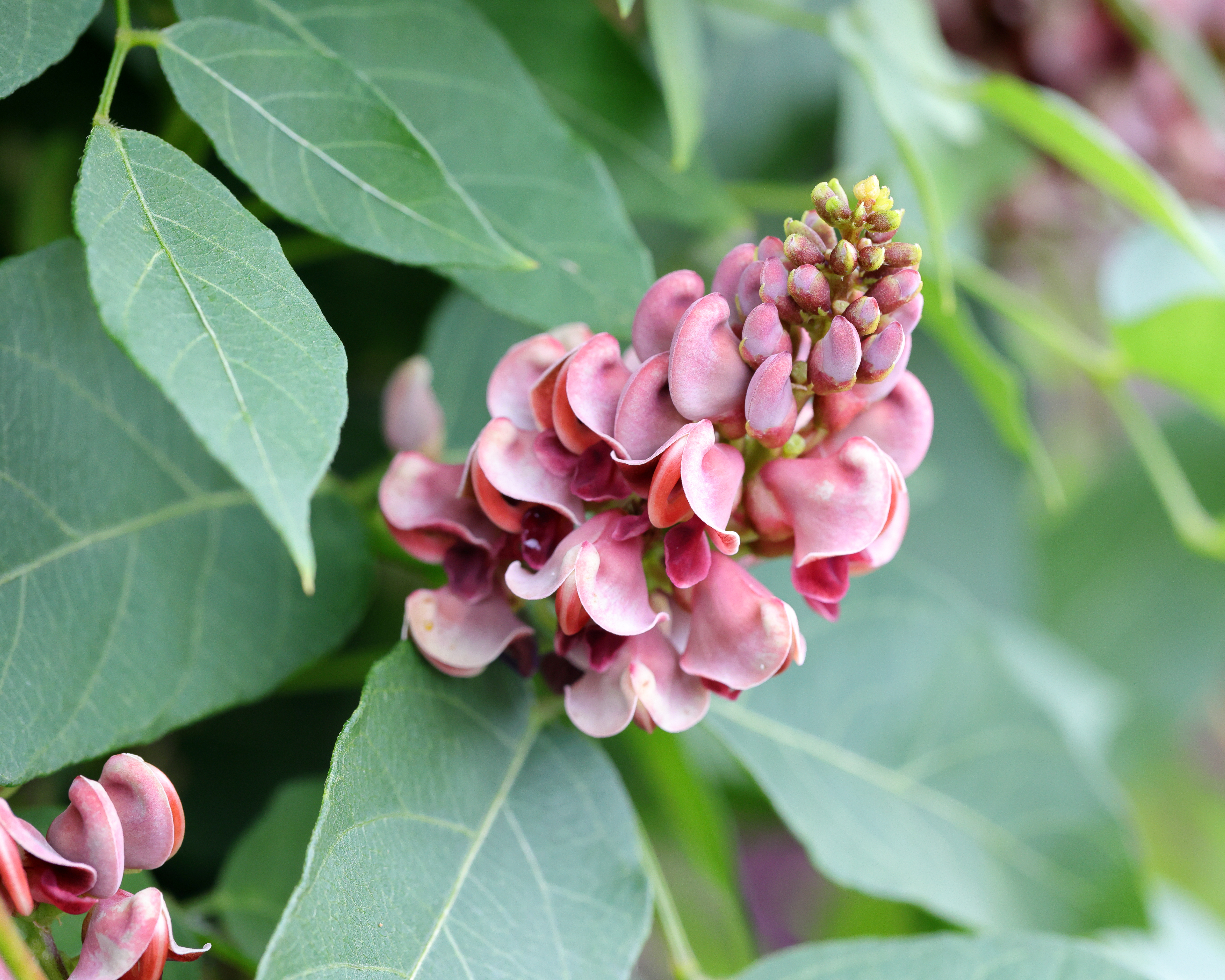
Kwiatostan Apios americana

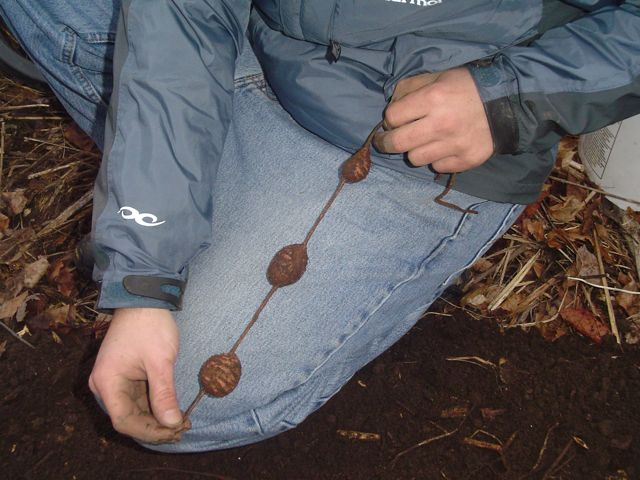
Bulwy Apios americana

Chobot (Apios Fabr.) – rodzaj roślin z rodziny bobowatych (Fabaceae). Obejmuje 7–8 gatunków. Dwa z nich (A. americana i A. priceana) rosną we wschodniej części Ameryki Północnej, a pozostałe we wschodniej Azji, z czego cztery są endemitami Chin. Rośliny te rosną w formacjach trawiastych, zaroślowych i leśnych w miejscach wilgotnych – na mokradłach, nad rzekami i jeziorami. Wyjątkową w skali  rodziny cechą tych roślin jest obecność soku mlecznego w owocni strąków.
Nazwa naukowa utworzona została z greckiego słowa oznaczającego gruszkę w nawiązaniu do kształtu bulw chobotu bulwiastego A. americana. Bulwy te były istotnym pożywieniem Indian Ameryki Północnej. Mają słodki smak, spożywane były gotowane lub pieczone. Rośliny z tego rodzaju wykorzystywane są także jako pastewne, lecznicze i ozdobne.

## Morfologia
PokrójByliny o pnących pędach oraz krzewy o pędach wspinających się. Z bulwami korzeniowymi.
LiścieNieparzysto pierzasto złożone, zwykle z 5 lub 7 listkami, rzadziej z 3 lub 9. Przylistki drobne.
KwiatyZebrane w wyrastające w szczytowej części pędu zagęszczone wiechy (stąd podobne do gron). Podsadki i przysadki są niewielkie i odpadające. Kielich jest zrosłodziałkowy, dzwonkowaty, z ząbkami krótszymi od rurki. Dwie górne łatki są zrośnięte, z trzech dolnych środkowy ząbek jest równowąski i długi, a boczne są krótkie. Korony motylkowe średniej wielkości i duże, jaskrawo czerwone lub czerwonopomarańczowe. Płatki o podobnej długości. Żagielek jest jajowaty lub kolisty, odgięty. Skrzydełka są krótsze od żagielka, skośnie jajowate. Łódeczka jest najdłuższa, zagięta na końcu, czasem zawinięta. Korona u A. carnea jest czerwona i osiąga ponad 5 cm długości. U innych gatunków jest krótsza, żółta zielonkawa lub purpurowa. Pręcików jest 10, z jednym wolnym i 9 zrośniętymi. Zalążnia z licznymi zalążkami jest niemal siedząca i naga. Jej górna część odgięta i zgrubiała. Szyjka słupka zwieńczona jest znamieniem.
OwoceStrąki równowąskie, sierpowato wygięte, spłaszczone i dwudzielne na szczycie.

## Systematyka
Pozycja systematyczna
Jeden z rodzajów plemienia Phaseoleae z podrodziny bobowatych właściwych (Faboideae) z rodziny bobowatych (Fabaceae). W obrębie plemienia zaliczany bywa do podplemienia Erythrininae, ale pozycja ta wydaje się błędna, analizy molekularne wskazują na jego siostrzaną pozycję dla podplemienia Kennediinae i plemienia Desmodieae.
Wykaz gatunków
- Apios americana Medik. – chobot bulwiasty[5]
- Apios carnea (Wall.) Benth. ex Baker
- Apios chendezhaoana (Y.K.Yang, L.H.Liu & J.K.Wu) B.Pan bis, X.L.Yu & F.Zhang
- Apios delavayi Franch.
- Apios fortunei Maxim.
- Apios macrantha Oliv.
- Apios priceana B.L.Rob.